# GLORIA (YUI의 노래)
〈GLORIA〉(글로리아)는 일본 싱어송라이터 YUI의 열 다섯 번째 싱글이다. 이 싱글은 2010년 1월 20일에 발매되었다. 이 싱글이 오리콘 주간 차트 1위를 기록하여, YUI가 우타다 히카루 이래로 일본 싱어송라이터 사상 2번째로 싱글 4작 연속 오리콘 주간 차트 1위를 차지하였다.
이 싱글의 타이틀 곡 GLORIA는 베네세의 진연세미나 고교강좌의 CM송으로 타이업되었다.

## PV
이 싱글의 타이틀 곡인 GLORIA는 Laugh Away, SUMMER SONG에 이은 3번째 이야기이다. 〈GLORIA〉초회한정판 DVD에 포함되는 GLORIA PV에는 Laugh Away와 SUMMER SONG PV에 등장했던 배우인 하야시 겐토, 오카모토 안리가 다시 등장한다.

## 수록곡
1. GLORIA
2. Muffler
3. It's all too much ~YUI Accoustic Version~
4. GLORIA ~Instrumental~

## 한정반 DVD
초회한정반 DVD에는 다음이 영상이 포함되어 있다.
1. GLORIA : Music Video

## 차트 순위
| 차트        | 순위 |
| ----------- | ---- |
| 오리콘 일간 | 1    |
| 오리콘 주간 | 1    |
| 오리콘 연간 |      |